# Байзаков, Иса
Иса Байзаков (3 октября 1900, с. Ульгули, Павлодарский уезд, Семипалатинская область, Российская империя — 3 сентября 1946, Алма-Ата, Казахская ССР, СССР) — казахский народный акын, певец, композитор. Награждён орденом Трудового Красного Знамени.

## Биография
Родился 3 октября 1900 года в селе Ульгули Павлодарского уезда, Семипалатинской области (ныне — Иртышский район Павлодарской области Казахстана). Происходит из подрода Альке рода Куандык (внутри алтай-карпыки) племени Аргын. С детства Ису в семье окружала атмосфера творчества, которая была создана благодаря подлинному интересу и любви к искусству его отца Байзака и матери Газизы. Талантливыми певцами, домбристами, были его родственники Зулейха и Рахмет. Мать Исы умерла рано, когда ему было 9 лет, затем мальчик воспитывался у бабушки Жанбалы, замечательной певицы и рассказчицы. Рахмет научил его играть на домбре, привил любовь к народной песне.
Его старшая сестра Зулейха рассказывала, что в среде сверстников он был признанным лидером, выделялся ловкостью, проворством, остротой ума. Иса был горазд на всевозможные выдумки. Его страстью стала верховая езда, ему не было равных в джигитовке, он создавал и придумывал новые приемы. Иногда на полном скаку становился на круп лошади и, стоя, вихрем проносился мимо изумленных аульных аксакалов. Сверстники Исы восхищались им, подражали и стремились во всем походить на него,
Обучался в аульной школе, до 1917 года батрачил, работал на сибирских копях. В 1921 году окончил рабфак, в 1922 году обучался в Казахском институте просвещения в Оренбурге.
В 1926 году стал актёром Казахского театра драмы в Кызыл-Орде. В 1931-1940 годах работал на Казахском радио, в Союзе писателей Казахстана.
Во время Великой Отечественной войны выступал как певец-агитатор, исполняя свои патриотические песни. В этот период он также плодотворно работал как композитор.
Скончался 3 сентября 1946 года, похоронен на Центральном кладбище Алма-Аты.

## Творчество
В 1919-1920 годах Иса Байзаков состязался в айтысах с акынами Багитом и Кудайбергеном, в которых одержал победу. Активно участвовал в работе драмкружка в городе Семипалатинске, в художественной самодеятельности, выступал в составе концертных бригад на крупных стройках республики. Исполнял роли главных героев в ранних пьесах М. О. Ауэзова «Енлик — Кебек» и «Байбише — токал», поставленных на сцене первого Казахского национального театра (открыт в городе Кызыл-Орда в 1926 году).
В соответствии с требованиями нового времени обновил содержание 40 народных песен, среди которых — «Заулатшы-ай» (1926), «Калка», «Смет», «Назконыр» (1927) и другие. Ряд переработанных Байзаковым текстов был записан собирателем казахского музыкального фольклора А. В. Затаевичем и переложен на ноты («Кокен», «Бике», «Жар-жар» и другие). Большинство народных песен из репертуара Байзакова вошли в оперы «Айман Шолпан», «Ер Таргын», в опере «Кыз Жибек» использовалась известная песня «Гакку».
Песни акына создавались как в устной, так и в письменной форме. В печати песни Байзакова были впервые опубликованы в 1924 году. Являлся автором ряда эпических произведений, созданных на основе казахского фольклора — «Красавица Куралай» (каз. «Құралай-сулу»), «Сказка пастуха» (каз. «Қойшының ертегісі»), «В предгорьях Алтая» (каз. «Алтай аясында»), «Кырмызы Жанай» (каз. «Қырмызы-Жанай»), «Кавказ» (каз. «Кавказ»), «Акбопе» (каз. «Ақбөпе»).

## Память
- Именем композитора названа улица в Алмалинском и Бостандыкском районах Алматы.
- Именем Исы Байзакова названа улица в Павлодаре, а также Павлодарская областная филармония.